# Glostrups sogn
Glostrups sogn (danska: Glostrup Sogn) är en församling i Glostrups kontrakt (provsti) i Helsingörs stift i Danmark. Församlingen ligger i Glostrups kommun i Region Hovedstaden. Den hörde före kommunreformen 2007 till Glostrups kommun i Köpenhamns amt, och före kommunreformen 1970 till Smørums härad i Köpenhamns amt.
Församlingen har samma gränser som Glostrups kommun.
Den 1 januari 2012 hade församlingen 21 646 invånare, varav 16 144 (75,58 procent) var medlemmar i Danska folkkyrkan.

## Kyrkobyggnader
- Glostrups kyrka
- Østervangkirken